# A Fantasztikus 4-es: Első lépések
A Fantasztikus 4-es: Első lépések (eredeti cím: The Fantastic Four: First Steps) 2025-ben bemutatott amerikai szuperhősfilm, amelyet Josh Friedman forgatókönyvéből Matt Shakman rendezett. Gyártója a Marvel Studios, forgalmazója a Walt Disney Motion Pictures. A film a Marvel-moziuniverzum (MCU) harminchetedik filmje, viszont egy alternatív világ 60-as éveiben játszódik. A főbb szerepekben Pedro Pascal, Vanessa Kirby, Joseph Quinn, Ebon Moss-Bachrach, Julia Garner és Ralph Ineson látható.
Az Egyesült Államokban 2025. július 25-én, Magyarországon 2025. július 24-én mutatták be a mozikban.

## Cselekmény
A Föld-828-on, 1964-ben az egész világ a Fantasztikus Négyes néven ismert szuperhőscsapat – Reed Richards, Sue Storm, Ben Grimm és Johnny Storm – űrhajósként való átalakulásának negyedik évfordulóját ünnepli. A négyen szuperképességekre tettek szert, amikor egy űrmisszió során kozmikus sugárzásnak lettek kitéve. Azóta hírességekké váltak, szupergonoszok ellen harcoltak, Reed találmányai technológiai forradalmat indítottak el a világban, míg Sue diplomáciai munkája a Jövő Alapítvány nevű szervezeten keresztül globális leszereléshez és békéhez vezetett. Amikor Reed és Sue bejelentik, hogy gyermeket várnak, az egész világ izgatottan készül az új jövevény érkezésére, és sokan felteszik a kérdést: vajon a gyermek is rendelkezni fog szuperképességekkel?
Ekkor megérkezik az Ezüst Utazó a Földre, és közli, hogy a bolygót a Galactus nevű, világokat elnyelő kozmikus lény pusztulásra ítélte. Reed más eltűnt bolygók esetét vizsgálja, hogy megerősítse a hírt, és a csapat úgy dönt, hogy megkeresik Galactust, mielőtt még a Földre érkezne. Követik az Ezüst Utazó energiajelét, és fénysebességnél gyorsabb utazással eljutnak egy új bolygóra. Ám amikor megérkeznek, a bolygót épp Galactus hajója pusztítja el, és a csapatot elfogják. Galactus felfedi, hogy kielégíthetetlen éhsége évmilliárdok óta bolygók elnyelésére kényszeríti. Megérzi, hogy Reed és Sue születendő gyermeke hatalmas kozmikus erővel bír majd, és képes lehet átvenni tőle ezt az éhséget, ezzel megszabadítva őt a szenvedéstől. Galactus felajánlja, hogy megkíméli a Földet, ha megkapja a gyermeket, és Sue-t idő előtt vajúdásba hozza. A csapat visszautasítja az ajánlatot, és megszökik a hajóról. Az Ezüst Utazó üldözőbe veszi őket, és megsemmisíti az FTL-rendszerüket. A csapat egy fekete lyuk gravitációját használja ki, hogy feltartóztassa az Utazót, és visszajuttassa magát a Földre. Az út során Sue életet ad fiuknak, Franklinnek.
Miután visszatérnek a Földre, Reed egy sajtótájékoztatón felfedi a Galactusszal való találkozás részleteit. Az, hogy egyetlen gyermeket mentettek meg a Földön élő milliárdnyi ember helyett, hatalmas közfelháborodást vált ki, sokan követelik, hogy Franklint feláldozzák Galactusnak. Az Ezüst Utazóval való beszélgetései, valamint a távoli bolygókról – köztük a Utazó hazájáról – és Galactus áldozatairól érkező űrbéli adások alapján Johnny elkezdi megfejteni az Utazó anyanyelvét. Miközben Galactus közeledik és a Fantasztikus Négyes elleni tiltakozások egyre nőnek, Sue elviszi Franklint a tüntetőkhöz. Elmagyarázza nekik, hogy nem adják fel a gyermeküket, de az emberiséget sem fogják cserben hagyni. Reed egy teleportációs rendszeren dolgozik, és azt javasolja, hogy építsenek óriási teleportkapukat szerte a Földön, hogy az egész bolygót átvigyék egy másik univerzumba, ahol Galactus nem érheti el őket. A Jövő Alapítványon keresztül Sue megszervezi a nemzeteket, hogy megépítsék a kapukat és elraktározzák a működtetéshez szükséges energiát.
Amikor a kapukat már épp aktiválnák, visszatér az Ezüst Utazó és elkezdi elpusztítani őket. Johnny megakadályozza, hogy megsemmisítse az utolsó kaput a Times Square-en. Az Utazó saját nyelvét használva azonosítja őt: Shalla-Bal. Kiderül, hogy Shalla-Bal azért lett Galactus hírnöke, hogy megmentse saját világát. Johnny lejátszik számára olyan üzeneteket, amelyeket a Galactus által elpusztított bolygókról sugároztak. Shalla-Bal elmenekül. A csapat egy új tervet dolgoz ki: Franklint csalinak használva odavonzzák Galactust az utolsó kapuhoz, és megpróbálják őt teleportálni egy másik univerzumba. Sue megegyezik Harvey Elderrel, hogy evakuálja New York lakosságát Subterranea nevű földalatti városába. Galactus végül áthatol a városon és elfogja Franklint. Sue minden erejét bevetve egy erőmező segítségével a kapu felé lökdösi Galactust, miközben Reed kiszabadítja Franklint. Johnny megpróbálja feláldozni magát, hogy az utolsó lökést megadja Galactusnak, ám Shalla-Bal megállítja, és saját magát áldozza fel, hogy Galactust átlökje a kapun. A portál mögött bezárul, és vele együtt eltűnnek. Sue belehal az erőfeszítésbe, de Franklin képes őt feltámasztani. A világ ünnepli a győzelmet.
A stáblista közepén, négy évvel később, Sue egy könyvet keres, amit Franklin szeretne, és egy pillanatra leveszi róla a szemét. Amikor visszanéz, látja, hogy Franklin egy zöld köpenyt és fémmaszkot viselő férfival beszélget.

## Szereplők
| Szerep                         | Színész            | Magyar hang           | Leírás                                                                                                 |
| ------------------------------ | ------------------ | --------------------- | --- |
| Reed Richards / Mr. Fantastic  | Pedro Pascal       | Varga Gábor           | A Fantasztikus Négyes vezetője és tagja, valamint Sue férje, akinek nyúllékony képessége van.          |
| Susan Storm / Láthatatlan      | Vanessa Kirby      | Bánfalvi Eszter       | A Fantasztikus Négyes tagja és Reed felesége, aki képes láthatatlanná válni, valamint Reed-től terhes. |
| Johnny Storm / Fáklya          | Joseph Quinn       | Ágoston Péter         | A Fantasztikus Négyes tagja és Sue öccse, aki képes tüzet gerjeszteni, valamint repülni is.            |
| Ben Grimm / Lény               | Ebon Moss-Bachrach | Bede-Fazekas Szabolcs | A Fantasztikus Négyes tagja, Reed legjobb barátja, aki egy nagydarab kőlény.                           |
| Shalla-Bal / Ezüst Utazó       | Julia Garner       | Antóci Dorottya       | Galactus szolgája, aki figyelmezteti a Föld lakosait, hogy a bolygó halálra van itélve mestere által.  |
| Rachel Rozman                  | Natasha Lyonne     | Parti Nóra            | Tanár, Grimm szerelme.                                                                                 |
| Harvey Elder / Vakondember     | Paul Walter Hauser | Mészáros Máté         | A föld alatti társadalom, a Subterranea uralkodója, amelynek lakói magukat Moloidoknak nevezik.        |
| Galactus                       | Ralph Ineson       | Kőrösi András         | Egy kozmikus entitás, aki képes univerzumokat felfalni, valamint a Földre is vadászik.                 |
| H.E.R.B.I.E.                   | Matthew Wood       | Eredeti hang          | A Fantasztikus Négyes segítő robotja.                                                                  |
| Franklin Richards              | Ada Scott          |                       | Sue és Reed újszülött fia.                                                                             |
| Ted Gilbert                    | Mark Gatiss        | Schnell Ádám          | A „The Ted Gilbert Show” nevű talkshow házigazdája.                                                    |
| Lynne                          | Sarah Niles        | Hay Anna              | A Future Foundation kabinetfőnöke.                                                                     |
| Victor von Doom / Fátum Doktor | Robert Downey Jr.  | Nem szólal meg        | |

### Magyar változat
- Magyar szöveg: Gáspár Bence
- Dalszöveg: Nádasi Veronika
- Szakértő: Aradi Gergely
- Felvevő hangmérnök: Jacsó Bence
- Vágó: Kajdácsi Brigitta
- Gyártásvezető: Kincses Tamás
- Szinkronrendező: Tabák Kata
- Zenei rendező: Molnár Gábor
- Produkciós vezető: Hagen Péter

A szinkront a Disney Character Voices International megbízásából a Mafilm Audio Kft. készítette el.

## A film készítése
2019 júliusában a San Diegó-i Comic Conon Kevin Feige, a Marvel Studios vezetője megerősítette, hogy készül egy új Fantasztikus Négyes film. 2020 decemberében jelentették be, hogy az MCU-s Pókember-filmek rendezője, Jon Watts lesz a rendezője. 2021 februárjában a Marvel Studios elkezdett forgatókönyvírókat keresni a készülő filmhez. 2022 áprilisában Watts kiszállt a rendezői székből, mert úgy érezte, vissza kell vonulnia a szuperhősfilmektől, miután hét éven át szinte folyamatosan forgatta és népszerűsítette az MCU-s Pókember filmeket. A 2022-es San Diegó-i Comic Conon Feige megerősítette, hogy a film 2024. november 8-án fog megjelenni, habár ez többször is csúszott. 2022 augusztusában Matt Shakman rendező tárgyalásokat folytatott a Marvel Studiosszal arról, hogy ő rendezze meg a filmet. A 2022-es D23 Expón vált biztossá, hogy ő fogja rendezni a filmet. Ugyanebben a hónapban kiderült, hogy Jeff Kaplan és Ian Springer fogja megírni a forgatókönyvet. 2023 márciusában azonban Josh Friedman váltotta őket. 2024. február 14-én egy Valentin-napi poszter keretében kiderült, kik fogják játszani a Fantasztikus Négyes tagjait: Pedro Pascal (Mr. Fantastic), Vanessa Kirby (Láthatatlan), Joseph Quinn (Fáklya) és Ebon Moss-Bachrach (Lény). Az akkori hivatalos címe a The Fantastic Four volt. 2024 áprilisában hozták nyilvánosságra, hogy Julia Garner fogja alakítani az Ezüst Utazót. Májusban Ralph Ineson közreműködését erősítették meg Galactus szerepében. 2024 júliusában a Marvel megváltoztatta a címet The Fantastic Four: First Steps-re. Valamikor 2025 elején Sarah Niles Resume-oldaján nyilvánosságra a karakter nevét, mint Lynne. 2025 áprilisában bejelentették, hogy Mark Gatiss is feltűnik a filmben, mint egy talkshow házigazdája, Ted Gilbert.

### Forgatás
A forgatás 2024. július 30-án kezdődött Londonban, Blue Moon munkacímmel, és november végén fejeződött be.